# New York City (Kylie Minogue-dal)
A New York City című dal az ausztrál énekesnő Kylie Minogue 2019. május 3.-án megjelent kislemeze a Darentote Limited és BMG közös kiadásában a 2019-es Step Back in Time: The Definitive Collection című válogatásalbumról. A dalt Myles MacInnes, Karen Poole, és DJ Fresh írta. A dal zenei hangmintáit Mylo Drop the Pressure című dalából merítették.

## Előzmények
A New York City című dal demóját 11. stúdióalbuma a Golden (2018) írásakor készítette el, de nem szerepelt a lemezen. A dalt első ízben Minogue a New York City Showban a Kylie Presents Golden című promóciós turnén adta elő a Bowery Ballroomban, mely a rajongók és kritikusok elismerését vívta ki. Később egy medley részeként szerepelt a dal a Raining Glitter és az On a Night Like This című dalok részeként.
A New York City című dal egy funky/disco stílusú dal, melyet a zenei kritikusok a Billboardtól kedvezően véleményeztek.

## Videóklip
A dal klipjét az ITV reggeli Lorraine című műsorában mutatták be, mely Minogue Golden Tour című műsorának különböző előadásaiból vágták össze. Ezt Minogue is megerősítette a BBC Radio 2-ben adott interjúja során. A zenei videó a hivatalos YouTube csatornára május 9-én került fel.

## Közreműködő előadók
- Kylie Minogue – ének, szövegíró
- Karen Poole – háttérének, szövegíró
- DJ Fresh – gitár, kűrt, billentyűs hangszerek, mix, dalírás,
- Mylo – zenei alap a "Drop the Pressure" című dalból.

## Slágerlista
| Slágerlista(2019)                      | Legjobb helyezések |
| -------------------------------------- | ------------------ |
| Australia Digital Tracks (ARIA)        | 38                 |
| Belgium (Ultratip Flanders)            | 16                 |
| France Downloads (SNEP)                | 91                 |
| Skócia (Scottish Singles Top 40)       | 31                 |
| UK Airplay (Radiomonitor)              | 24                 |
| Egyesült Királyság (UK Download Chart) | 26                 |

## Megjelenések
| Régió              | Dátum          | Formátum           | Label          | Ref.   |
| ------------------ | -------------- | ------------------ | -------------- | ------ |
| Világszerte        | 2019. május 3. | Digitális letöltés | BMG Parlophone |        |
| Olaszország        | 2019. május 3. | Rádiós megjelenés  | BMG            | [ 14 ] |
| Egyesült Királyság | 2019. május 3. | Rádiós megjelenés  | BMG            | [ 15 ] |

## Megjelenés
A dal 2019. május 3-án jelent meg a BMG és Minogue saját kiadójának, a Darentote Limited kiadásában, mely az 5. válogatásalbum a Step Back in Time: The Definitive Collection  első kislemezeként jelent meg. A dal premierje a BBC Radio 2 reggeli The Zoë Ball Breakfast Show című műsorában volt.